# Grevenmacher
Grevenmacher (en luxemburguès: Gréiwemaacher) és una comuna i vila a l'est de Luxemburg, que forma part del cantó de Grevenmacher.

## Població
| Nacionalitat   | Població | %      |
| -------------- | -------- | ------ |
| Luxemburguesos | 2.364    | 63,31% |
| Forasters      | 1.370    | 36,69% |
| - Portuguesos  | 556      | 14,89% |
| - Francesos    | 103      | 2,76%  |
| - Italians     | 65       | 1,74%  |
| - Belgues      | 81       | 2,17%  |
| - Alemanys     | 279      | 7,47%  |
| - Iugoslaus    | 55       | 1,47%  |
| - Altres       | 231      | 6,19%  |

## Evolució demogràfica
| Any        | Població |
| ---------- | -------- |
| 15/02/2001 | 3.734    |
| 01/01/2002 | 3.779    |
| 01/01/2003 | 3.889    |
| 01/01/2004 | 3.952    |
| 01/01/2005 | 3.966    |